# Olympische Winterspiele 2006/Teilnehmer (Georgien)
| Gelbes Symbol für Goldmedaillen mit stilisierten Olympischen Ringen | Graues Symbol für Silbermedaillen mit stilisierten Olympischen Ringen | Braundes Symbol für Bronzemedaillen mit stilisierten Olympischen Ringen |
| ------------------------------------------------------------------- | --------------------------------------------------------------------- | ----------------------------------------------------------------------- |
| —                                                                   | —                                                                     | —                                                                       |

Georgien nahm an den Olympischen Winterspielen 2006 im italienischen Turin mit einer Delegation von vier Athleten teil.

## Teilnehmer nach Sportarten

### Eiskunstlauf
- Elene Gedewanischwili
Einzel, Damen: 10. Platz – 151,46 Pkt.
- Wachtang Murwanidse
Einzel, Herren: 28. Platz – 49,68 Pkt.; nach dem Kurzprogramm ausgeschieden

### Ski alpin
- Iason Abramaschwili
Riesenslalom, Herren: 29. Platz – 2:54,86 min
Slalom, Herren: 32. Platz – 1:58,67 min
- Sopiko Achmeteli